# Thailandia ai Giochi della XVIII Olimpiade
La Thailandia partecipò ai Giochi della XVIII Olimpiade, svoltisi a Tokyo dal 10 al 24 ottobre 1964, con una delegazione di 54 atleti impegnati in otto discipline, per un totale di 41 competizioni. Fu la quarta partecipazione di questo Paese ai Giochi. Non furono conquistate medaglie.